# Rhamphomyia grammoptera
Rhamphomyia grammoptera är en tvåvingeart som beskrevs av Frey 1922. Rhamphomyia grammoptera ingår i släktet Rhamphomyia och familjen dansflugor. Inga underarter finns listade i Catalogue of Life.